# Принцип айсберга

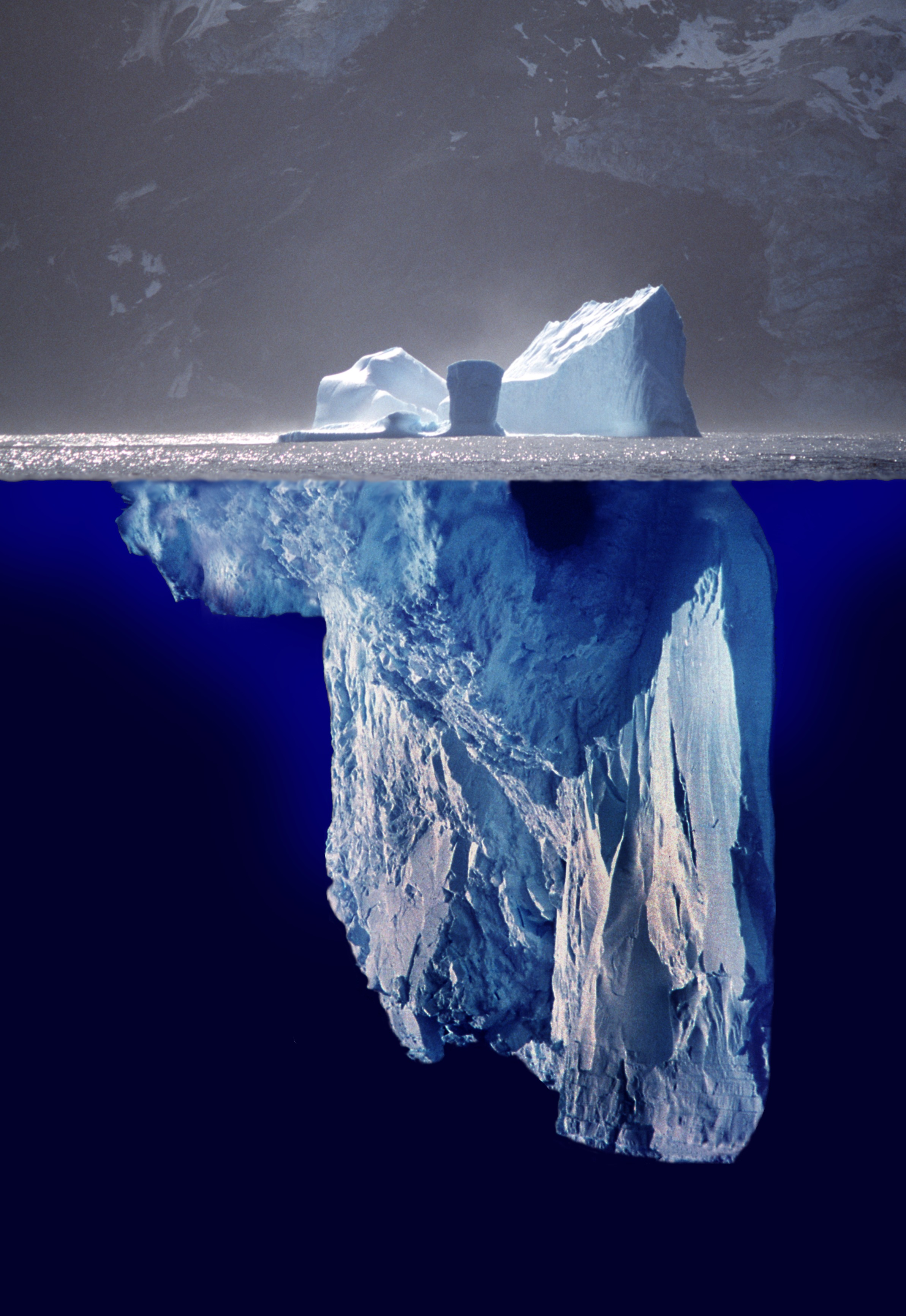
правворуч

«Принцип айсберга», або «теорія айсберга» — концептуальний художній спосіб зображення подій, при якому на поверхні твору (в експліцитній його частині), міститься лише невелика кількість інформації, необхідної для розуміння ідеї твору, в той час, як більша частина є імпліцитною, і інформація в ній прихована.

## Сутність
За аналогією до айсберга, який має надводну частину, що звично менша за підводну, у художньому творі змальовується тільки видима частина льодовика, а невидиму, тобто підтекстну, реципієнту треба самостійно осягнути.
Ідея принципу полягає в тому, що величезне значення надається прихованому змісту, який потребує розшифровки, розтлумаченню за допомогою великої кількості художніх деталей, натяків, символів, тощо, які навпаки не приховані і залишаються на поверхні. Завдяки цьому прийому автор змушує акцептора знову й знову ставити численні питання, на які, як він сподівається, знайдуться відповіді при подальшому, а також більш прискіпливому аналізі.

## Історія
Художній прийом за «принципом айсберга» вперше запропонував як термін і ввів до літератури американський письменник Ернест Хемінгуей. Вважаючи, що читачу відводиться роль власне співавтора, сам він охарактеризував свій метод таким чином: 
|  | Я завжди намагаюся писати за принципом айсберга. Сім восьмих його перебуває під водою, і лише одна восьма на поверхні. Ви можете пропустити що завгодно з того, що знаєте, і від цього ваш айсберг стане лише міцнішим. Ваші знання залишаються в підводній його частині... |

Принцип айсберга був притаманний творчості багатьох письменників: власне самому Хемінгуеєві, Селінджерові, Ленцу, Фуксу, Апдайку, Фолкнеру, Стейнбеку, а також Чехову (задовго до появи власне поняття).
Прийом характерний не тільки літературі, але й іншим видам мистецтва — живопису, фотографії, кіно та ін. Використовується також в журналістиці, публіцистиці, психології і т.д.